# Антін Чекмановський
Чекмановський Антін (3 серпня 1890, Тинне — 3 грудня 1945, Скаржиськ)— псевдонім Антона Нивинського, письменника, журналіста, чоловіка Галини Журби.

## Життєпис
Народився 3 серпня 1890 р. у с. Тинному біля м. Рівного. Батько був урядовцем, мати - зі старовинного волинського священницького роду Чекмановських. Закінчив реальну гімназію в Рівному. Не маючи змоги вчитися далі, вступив до земства як помічник бухгалтера. Розпочав нелегальну культурно-освітню роботу серед української молоді Рівного та довколишніх сіл, поширюючи українську книжку.[джерело?]
Наприкінці 1915 року опинився на фронтах Першої світової війни. Був важко контужений під Мінськом, лікувався у Воронежі. На початку революції 1917 року повернувся до Рівного, став активним організатором політичного і національно-культурного життя Рівненщини, рівненської "Просвіти". Працював журналістом у волинських часописах: "Громада" (Луцьк), яку сам редагував (1923), "Українська громада", у львівських часописах: "Громадський голос", та гумористичному "Зиз".[джерело?]
Навесні 1925 року разом з дружиною, українською письменницею Галиною Журбою, переїхав з Рівного до Здолбунова. Там вони відновили діяльність "Просвіти", співпрацювали з місцевою книгарнею "Відбудова". Перший арешт стався в жовтні 1923 року, другий - у квітні 1925, третій - в лютому 1927, четвертий - у березні 1928 року. Звинувачувався в антидержавній діяльності: спочатку в комуністичній, потім в українській націоналістичній. Помер 3 грудня 1945 р. у Скаржиську (Польща) від хвороби серця.[джерело?]

## Творчість
Свої перші оповідання друкував в "Українській трибуні" (Варшава, 1920), в альманасі "Митуса" (1922), в "Новій Україні" (Прага, 1925) та у варшавському альманахові-квартальнику "Ми" (1939), "Назустріч" (Львів, 1936).[джерело?]
Автор повісті «Віки пливуть над Києвом» (1938, 1964). У Львові з приходом більшовиків (1939) та у варшавській пожежі 1944 року загинули рукописи творів, написаних у 1930-х роках: "Збірка поліських оповідань", історична повість "Полум'яний їздець" та повість "Здобувачі".[джерело?]
Окремі видання: Чекмановський А. Віки пливуть над Києвом. — Нью-Йорк: Наша Батьківщина, 1964. — 181 с.

## Вшанування пам'яті
В Рівному існує вулиця Антона Нивинського.